# Шарипов, Мирали Бешимович
Мирали Бешимович Шарипов (узб. Mirali Beshimovich Sharipov; род. 30 октября 1987 года, Бухара, Бухарская область, Узбекистан) — узбекский дзюдоист, имеющий титул мастера спорта международного класса, дважды завоевывал Кубок мира и занял второе место на чемпионате мира. Он также достиг значительных результатов на чемпионате Азии, где стал как победителем, так и бронзовым призером. Кроме того, он добился значительных результатов как победитель и призер таких турниров, как «Большой Шлем», «Мастерс» и «Гран-При».
Представлял национальную команду Узбекистана XXIX Летних Олимпийских игр Пекин 2008  (66 кг), XXVII Всеми́рной ле́тней Универсиа́ды Казань 2013 (73 кг) и XXXI Летних Олимпийских игр Рио Де Жанейро 2016  (73 кг).

## Карьера
Победитель различных юношеских турниров в  Узбекистана. Чемпион Узбекистана U16, U17, U20, U21, U23 возрасте и многократный чемпион Узбекистана среди мужчин.
В 2008 году на Чемпионате Азии по дзюдо в Чеджу (Южная Корея) в весовой категории до 66 кг завоевал бронзовую медаль первенства континента. На Летних Олимпийских играх в Пекине (Китай) в весовой категории до 66 кг в первом поединке одержал победу над испанцем Оскаром Пеньясом, в следующем раунде оказался сильнее алжирца Мунира Бенамади. Однако в четвертьфинале проиграл олимпийскому чемпиону японскому дзюдоисту Масато Утисибе. Масато прошёл до финала, поэтому Мирали участвовал в утешительных боях за бронзовую медаль. В начале он одержал победу над двукратным чемпионом мира иранцем Арашем Мирэсмаэли, затем оказался сильнее трёхкратного чемпиона Африки египтянина Амина Эль Хади, но затем проиграл северокорейскому дзюдоисту Пак Чхоль Мину.
5 - 6 октября 2008 года, участвовал в составе сборной Узбекистана по дюздо, весовая категория 66 кг на чемпионате мира в Токио, заняли второе место и серебряную медаль. 
26 октября 2009 года победитель Рижского международного турнира по дзюдо, весовая категория 66 кг.
6 ноября 2010 года участник командного чемпионата Европы среди клубов по дзюдо в весовой категории 73 кг, заняли третье место и бронзовый призер в город Чебоксары, Россия. 
13 - 15 марта 2010 года Чирчик Чемпионат Узбекистана по дзюдо, победитель турнира и чемпион в весовой категории до 73 кг.
17-18 сентября 2011 года в Узбекистане прошел первые кубок мира по дзюдо "IJF WORLD CUP TASHKENT" до 73 кг завоевал золотую медаль. "На кубок мира в Ташкенте присутствовали президент международной федерации дзюдо Мариус Визер и президент Союза дзюдо Азии Обаид Аль-Анзи ". 
5 - 6 мая 2012 года на этапе Гран-при по дзюдо в Баку (Азербайджан) завоевал серебряную медаль, проиграв в финале азербайджанцу Рустаму Оруджеву.      22-23 сентября 2012 года на кубок мира по дзюдо в Ташкенте  "IJF WORLD CUP TASHKENT", до 73 кг завоевал золотую медаль в финале победил Арсена Бабаяна. 26 - 27 мая 2012 года Большой Шлем в Москве, завоевал бронзовую медаль.
С 25 по 26 мая 2013 года в Тюмени (Россия) прошел престижный турнир по дзюдо серии Мастерс, завоевал бронзу. Победитель Универсиады 2013 года в Бухаре среди студентов Узбекистана по дюздо  и миллий кураш, весовая категория 73 кг. 
4 - 6 октября 2013 года состоялся международный турнир по дзюдо Гран-при Ташкент, весовой категория до 73 кг завоевал золотую медаль, победив в финале бразильца Алекса Помбо да Силва. 
24 - 25 ноября 2013 года на международном турнире по дзюдо серии Гран-при в Абу-Даби (ОАЭ), до 73 кг стал бронзовым призером.
В 2015 году на этапе Гран-при по дзюдо в Ташкенте, до 73 кг завоевал золотую медаль, одержав в финале победу над португальцем Нуно Саравиа. На этапе Гран-при по дзюдо в Китае завоевал бронзовую медаль, одержав победу на татами над соотечественником Гиесжоном Бабаевым.
Турнир "Большого шлема" Баку-2016 завоевал золотую медаль в весовой категории до 73 кг. 
В 15 апреля 2016 году на Чемпионате Азии по дзюдо в Ташкенте в весовой категории до 73 кг завоевал бронзовую медаль. 17 апреля 2016 года участвовал в составе сборной Узбекистана по дюздо, весовая категория 73 кг на чемпионате Азии в Ташкенте, заняли первое место и золотую медаль. На Летних Олимпийских играх в Рио-де-Жанейро (Бразилия) в весовой категории до 73 кг в 1/16 финала проиграл Дексу Элмонту из Нидерландов. В этом же году завершил спортивную карьеру.

## Награды
- Медаль «Шухрат» (25 августа 2008 года)